# Breach of Trust
Breach of Trust is de twaalfde aflevering van het dertiende seizoen van de televisieserie ER, die voor het eerst werd uitgezonden op 4 januari 2007.

## Verhaal
Dr. Weaver krijgt een interessante aanbieding om voor televisie te gaan werken in Miami. Zij is vereerd maar wil toch als arts blijven werken op de SEH.
Dr. Kovac krijgt als hoofd van de SEH te maken met bezuinigingen op het budget. Hij moet een fulltime arts ontslaan en denkt erover om dr. Weaver te ontslaan omdat zij het meeste salaris verdient. Als dit bekend wordt op de werkvloer ontstaat er grote weerstand tegen dit idee, ook van dr. Lockhart. 
Dr. Pratt helpt een lokale kerk mee met een onofficieel medicijnenprogramma, dit werkt tegen hem als een patiënt van hem uit de kerk komt te overlijden door verkeerd medicijn gebruik. Hij ontdekt dat justitie een onderzoek instelt naar het medicijnprogramma en zijn deelname hieraan, dit zorgt ervoor dat hij alles moet bekennen tegen dr. Kovac. Hij wil Bobeck beschermen door te zeggen dat hij alleen opereerde. 
Dr. Gates krijgt op zijn werk bezoek van Meg en haar dochter Sarah, zij reageren emotioneel naar hem toe op zijn besluit om hen te verlaten. Dr. Rasgotra raakt hier ongewild in betrokken, dit tot haar afgrijzen. 
Dr. Morris ontdekt dat zijn creditcard is gestolen en is wil erachter komen wie dit gedaan heeft. Uiteindelijk ontdekt hij wie het is, het is de zoon van Taggart Alex. 
Taggart krijgt onverwachts bezoek van haar oma Gracie.  

## Rolverdeling

### Hoofdrollen
- Goran Višnjić - Dr. Luka Kovac
- Maura Tierney - Dr. Abby Lockhart
- Mekhi Phifer - Dr. Gregory Pratt
- Parminder Nagra - Dr. Neela Rasgrota
- Shane West - Dr. Ray Barnett
- John Stamos - Dr. Tony Gates
- Scott Grimes - Dr. Archie Morris
- Laura Innes - Dr. Kerry Weaver
- Leland Orser - Dr. Lucien Dubenko
- Linda Cardellini - verpleegster Samantha Taggart
- Dominic Janes - Alex Taggart
- Deezer D - verpleger Malik McGrath
- Yvette Freeman - verpleegster Haleh Adams
- Dinah Lenney - verpleegster Shirley
- Angel Laketa Moore - verpleegster Dawn Archer
- Brian Lester - ambulancemedewerker Brian Dumar
- Paula Malcomson - Meg Riley
- Chloe Greenfield - Sarah Riley
- Lois Smith - Gracie
- Kip Pardue - Ben Parker
- Busy Philipps - Hope Bobeck
- Glenn Plummer - Timmy Rawlins
- Charlayne Woodard - Angela Gilliam
- Christine Barger - Heather

### Gastrollen (selectie)
- Michelle Hurd - Courtney Brown
- Michael Hyatt - Yvonne Devilliere
- Michelle Azar - Marnie Wilcox
- Steve Monarque - Nelson Wilcox
- Alaina Reed Hall - Betty Dixon
- David Jean Thomas - Edgar Dixon
- Hal Dion - Lenny Rivers